# Spišské Bystré
Spišské Bystré es un municipio del distrito de Poprad en la región de Prešov, Eslovaquia, con una población estimada a final del año 2024 de 2480 habitantes.
Se encuentra ubicado al oeste de la región, cerca del río Poprad (cuenca hidrográfica del río Vístula) y de la frontera con la región de Žilina.

## Demografía
| Año        | 1994 | 2004    | 2014    | 2024    |
| ---------- | ---- | ------- | ------- | ------- |
| Población  | 2174 | 2391    | 2484    | 2480    |
| Diferencia |      | +9,98 % | +3,88 % | −0,16 % |

| Año        | 2023 | 2024    |
| ---------- | ---- | ------- |
| Población  | 2485 | 2480    |
| Diferencia |      | −0,20 % |